# Cachapoal
Provincie Cachapoal je provincie v regionu Libertador General Bernardo O'Higgins v Chile. Žije zde přibližně 646 tisíc obyvatel.

## Obce
- Codegua
- Coínco
- Coltauco
- Doñihue
- Graneros
- Las Cabras
- Machalí
- Malloa
- El Olivar
- Peumo
- Pichidegua
- Quinta de Tilcoco
- Rancagua
- Requínoa
- Rengo
- Mostazal
- San Vicente de Tagua Tagua